# زمان اجرای زبان مشترک

زمان اجرای زبان مشترک (CLR)، زبان میانی مایکروسافت (CIL) را به کد محلی تبدیل می‌کند.

زمان اجرای زبان مشترک (به انگلیسی: Common Language Runtime) (به اختصار: CLR) بخشی از ماشین مجازی چارچوب دات‌نت است که وظیفهٔ مدیریت اجرای برنامه‌های دات‌نت را برعهده دارد. در فرآیندی که به همگردانی در زمان اجرا (به انگلیسی: Just-in-time compilation) شناخته شده‌است، کدهای همگردانی‌شده را تبدیل به دستورهایی که قابل اجرا در واحد پردازش مرکزی (CPU) است می‌کند. همچنین CLR خدمات اضافه‌ای از قبیل مدیریت حافظه، امنیت نوع (به انگلیسی: Type safety) و مدیریت استثنا را نیز ارائه می‌دهد. همهٔ برنامه‌های نوشته در چارچوب دات‌نت، بدون در نظر گرفتن زبان برنامه‌نویسی‌شان توسط CLR اجرا می‌گردند. CLR، مدیریت استثنا، جمع‌آوری زباله‌ها (به انگلیسی: garbage collection) و مدیریت نخ‌ها (به انگلیسی: thread management) را نیز فراهم می‌آورد. CLR بین همهٔ نسخه‌های چارچوب دات‌نت مشترک است.
CLR پیاده‌سازی مایکروسافت از استاندارد زیرساخت زبان مشترک (به انگلیسی: Common Language Infrastructure) (به اختصار: CLI) است.